# マレク・ニート
マレク・ニート（Marek Niit、1987年8月9日 ‐ ）は、エストニア・クレサーレ出身の陸上競技選手。専門は短距離走。
100mの10秒19、200mの20秒43、400mの45秒74など、複数種目のエストニア記録保持者。
2006年世界ジュニア選手権男子200mの金メダリストである。

## 経歴
2006年8月に中国の北京で開催された世界ジュニア選手権男子200mに出場すると決勝まで進出。決勝では20秒96（-1.1）のジュニアエストニア新記録を樹立して2位に入ると、1位のDmytro Ostrovskyy（ウクライナ）がレーン侵害で失格となり、繰り上がりで金メダル獲得となった。エストニアはこれまで世界ジュニア選手権で金メダルはおろかメダルすら獲得したことがなかったが、今大会で4つの金メダルを獲得した。
2011年3月25日に100mで10秒21のエストニア新記録（当時）を樹立し、2003年にArgo Golbergがマークした10秒28を塗り替えた。
2012年4月21日に400mで45秒91のエストニア新記録（当時）を樹立し、1990年にAivar Ojastuがマークした45秒99を塗り替えた。

## 自己ベスト
記録欄の（　）内の数字は風速（m/s）で、+は追い風を意味する。
| 種目 | 記録           | 年月日        | 場所             | 備考               |
| 屋外 | 屋外           | 屋外          | 屋外             | 屋外               |
| ---- | -------------- | ------------- | ---------------- | ------------------ |
| 100m | 10秒19 (+1.5)  | 2012年3月31日 | フェイエットビル | エストニア記録     |
| 100m | 10秒17w (+3.0) | 2011年5月15日 | アセンズ         | 追い風参考記録     |
| 200m | 20秒43 (+1.1)  | 2011年6月9日  | デモイン         | エストニア記録     |
| 200m | 20秒38w (+2.6) | 2011年6月11日 | デモイン         | 追い風参考記録     |
| 300m | 32秒24         | 2014年9月7日  | リエーティ       | エストニア記録     |
| 400m | 45秒74         | 2014年8月12日 | チューリッヒ     | エストニア記録     |
| 室内 |                |               |                  |                    |
| 50m  | 5秒92          | 2008年2月28日 | クレサーレ       |                    |
| 60m  | 6秒73          | 2007年2月10日 | タリン           |                    |
| 200m | 20秒63         | 2014年2月15日 | フェイエットビル | 室内エストニア記録 |
| 400m | 45秒99         | 2011年2月26日 | フェイエットビル | 室内エストニア記録 |

## 主要大会成績
備考欄の記録は当時のもの
| 年   | 大会                          | 場所           | 種目    | 結果    | 記録            | 備考                       |
| ---- | ----------------------------- | -------------- | ------- | ------- | --------------- | -------------------------- |
| 2005 | ヨーロッパジュニア選手権 (en) | カウナス       | 100m    | 準決勝  | 10秒85          |                            |
| 2005 | ヨーロッパジュニア選手権 (en) | カウナス       | 200m    | 6位     | 21秒47 (-1.6)   |                            |
| 2006 | 世界ジュニア選手権            | 北京           | 200m    | 優勝    | 20秒96 (-1.1)   | ジュニアエストニア記録     |
| 2007 | ヨーロッパ室内選手権 (en)     | バーミンガム   | 60m     | 予選    | 6秒87           |                            |
| 2007 | ヨーロッパU23選手権 (en)      | デブレツェン   | 200m    | 準決勝  | 27秒46 (-0.4)   |                            |
| 2007 | 世界選手権                    | 大阪           | 200m    | 1次予選 | DNS             |                            |
| 2009 | 世界選手権                    | ベルリン       | 200m    | 2次予選 | DNS             |                            |
| 2011 | 世界選手権                    | 大邱           | 100m    | 予選    | 10秒53 (-1.2)   |                            |
| 2011 | 世界選手権                    | 大邱           | 200m    | 予選    | 20秒90 (-0.7)   |                            |
| 2012 | ヨーロッパ選手権              | ヘルシンキ     | 200m    | 準決勝  | 21秒44 (-1.7)   |                            |
| 2012 | オリンピック                  | ロンドン       | 100m    | 予選    | 10秒40 (+1.3)   |                            |
| 2012 | オリンピック                  | ロンドン       | 200m    | 予選    | 20秒82 (-0.4)   |                            |
| 2014 | 世界室内選手権                | ソポト         | 400m    | 準決勝  | 47秒67          |                            |
| 2014 | ヨーロッパ選手権              | チューリッヒ   | 400m    | 準決勝  | 45秒80          | 予選45秒74：エストニア記録 |
| 2014 | ヨーロッパ選手権              | チューリッヒ   | 200m    | 予選    | 21秒04 (-0.4)   |                            |
| 2014 | ヨーロッパ選手権              | チューリッヒ   | 4x100mR | 予選    | 39秒52 (4走)    | エストニア記録             |
| 2015 | ヨーロッパ室内選手権 (en)     | プラハ         | 400m    | 予選    | 47秒79          |                            |
| 2016 | 世界室内選手権                | ポートランド   | 400m    | 予選    | 47秒39          |                            |
| 2016 | ヨーロッパ選手権              | アムステルダム | 100m    | 予選    | 10秒48 (+0.5)   |                            |
| 2016 | ヨーロッパ選手権              | アムステルダム | 200m    | 予選    | 21秒93 (-1.2)   |                            |
| 2016 | ヨーロッパ選手権              | アムステルダム | 4x400mR | 予選    | 3分10秒63 (2走) |                            |